# Jakob Frank
Jakob Frank (héberül: יעקב פרנק), magyarosan Frank vagy Frenk Jakab, születési nevén Jankiew Lejbowic (Karolówka, 1726 – Offenbach, 1791. december 10.) zsidó kalandor, a zohariták vagy frankisták felekezetének alapítója.
Egy galíciai rabbi fiaként született. Kezdetben pálinkafőző volt, majd Szalonikiben csatlakozott Sabbatáj Cévi zsidó ál-messiás felekezetéhez. Cévi halála után Halicsban és Podoliában mint annak utóda lépett föl, és ügyes csalóként sok rajongó hívőre akadt, akik megváltót és „szent urat” tiszteltek benne. Frank a Zóhárt hirdette az igazi szentírásnak – a Bibliával szemben –, a Talmudot a kabbalával helyettesítette, a kabbalát megpróbálta összeegyeztetni a kereszténységgel (ahogy Cévi megpróbála az iszlámmal). A zsidó zsinagógák átok alá fogták Frank követőit, a gyűléseiken és lakomáikon elkövetett erkölcstelen kicsapongásaik miatt többet közülük bebörtönöztek, ezért 1756-ban Frank Havasalföldre menekült. Bizonyos idő elteltével Dembovszki podoliai érsek védelme alatt visszajött Podolába, és mintegy 1000 követőjével együtt katolikus hitre tért. Mivel azonban később 12 apostolt küldött ki, hogy az „újra született Krisztus”-nak hirdessék őt, 1773-ban Częstochowában börtönbe vetették a hatóságok.
A Lengyelországba betörő oroszok által kiszabadítva – valószínűleg mint orosz kém – Bécsbe, majd Brünnbe ment, itt gazdag, világias életet folytatott, felekezetét szervezte és mint „ember-isten” küldte parancsait lengyelországi híveinek. Ausztriából viselkedése miatt idővel kiutasították, Frank ezért Offenbachba költözött ment, és katolikus keresztény életet kezdett. Szép, de feslett életű, Éva nevű leányával továbbra is fényűzően élt. Messze földről hozzá zarándokló és gazdag ajándékokat hozó hívei által bálványozva Offenbachban hunyt el 1791-ben. Felekezete Lengyelországban, Moldvában és az Oszmán Birodalomban a 19. század végén még létezett. A frankisták vagy zsidózó katolikusok csak egymás között házasodtak és titokban végezték szertartásaikat.

## Külső hivatkozás
- Kicsi Sándor Andrásː Zamenhof is álmessiás? – Nyelvek és álmessiások

1. 1 2  Német Nemzeti Könyvtár: Integrált katalógustár (Németország) (német nyelven). Integrált katalógustár (Németország) . (Hozzáférés: 2015. augusztus 14.)
2. ↑  Encyclopædia Britannica (angol nyelven). Encyclopædia Britannica Online . (Hozzáférés: 2017. október 9.)
3. 1 2  Brockhaus (német nyelven). Brockhaus . (Hozzáférés: 2017. október 9.)
4. ↑  Store norske leksikon (norvég (bokmål) nyelven). Great Norwegian Encyclopedia
5. 1 2  Francia Nemzeti Könyvtár: BnF-források (francia nyelven)
6. 1 2  Brockhaus (német nyelven). Brockhaus . (Hozzáférés: 2021. július 12.)
7. ↑  LIBRIS. Svéd Nemzeti Könyvtár. (Hozzáférés: 2017. október 9.)
8. ↑  „Frank, Jakob” (német nyelven). Biographisches Lexikon des Kaiserthums Oesterreich 4, 318. o.
9. ↑  Német Nemzeti Könyvtár: Integrált katalógustár (Németország) (német nyelven). Integrált katalógustár (Németország) . (Hozzáférés: 2021. július 12.)